# 弓ヶ浜わくわくランド
弓ヶ浜わくわくランド（ゆみがはまわくわくランド）は、鳥取県米子市の弓ヶ浜公園にかつて存在した遊園地。

## 概要
弓ヶ浜公園の海側に面する所に建設された。
- 運営主体 - 米子市（2006年3月まで財団法人米子市福祉事業団）
- 所在地 - 鳥取県米子市両三柳弓ヶ浜公園内

## 沿革
- 1998年（平成10年） - 開園
- 2006年（平成18年） 3月- 米子市福祉事業団と米子市公園協会が解散。同年4月より米子市が管理運営を行う。
- 2006年（平成18年）11月30日 - 入園者の減少、老朽化等のため閉園

## 設置遊具など
- 芝生広場
- 大観覧車（高さ40m）
- メリーゴーラウンド
- バッテリーカー
- ドラゴンコースター

など

## 営業時間
- 9:30-18:00（9月-11月は9:30-17:00）
- 休園日 - 祝日の場合は翌日。7 - 9月は無休。12月から翌年3月は毎週水曜日。

## 交通
- JR山陰本線米子駅から日交バス三柳団地行乗車25分、三柳団地より徒歩5分
- 駐車場：約300台